# Daniel Gathof
Daniel Gathof (* 2. Mai 1981 in Ravensburg) ist ein Radprofi in der Disziplin Mountainbike-Marathon.

## Leben
Gathof lebt im oberschwäbischen Vogt am Rande des Allgäus, ist verheiratet und hat drei Kinder. Er fährt seit 2008 in den Teams Rocky Mountain, Centurion Vaude und heute DG Sport. Wie auch Emanuel Buchmann ist er Mitglied im Verein KJC Ravensburg e.V. Durch Projekte wie #cyclingagainstcorona, als Nachwuchstrainer im KJC Ravensburg e.V. und mit weiteren Wohltätigkeitsprojekten in Südafrika zeigt er sich sozial engagiert.

## Sportliche Erfolge
- Zweimaliger Deutscher Hochschulmeister 2003, 2005
- Sieger Black Forest Ultra Bike Marathon im Short Track 2005[1]
- Gewinner im Mixed mit Alison Sydor beim Bike Transalp 2009[2] und mit Pia Sundstedt 2010.[3]
- Sieger Lesotho Sky UCI Stage Race (Südafrika) 2016 mit Renay Groustra[4][5]
- Rang 3 Lesotho Sky UCI Stage Race 2014
- Sieger Knysna 300 Stage Race (Südafrika) 2013
- Sieger Arabian Epic Series Abu Dhabi (VAE) 2019
- Sieger Arabian Epic Jordan Stage Race 2019
- Rang 3 Israel Epic UCI St2 Erfolgeage Race (Israel) 2015
- Rang 3 La Leyenda del Dorado UCI Stage Race (Kolumbien) 2018
- Mehrmalige Teilnahme Deutsche Meisterschaften und UCI Marathon-Weltmeisterschaften